# Loup blanc (roman)
Pour les articles homonymes, voir Loup blanc.
Loup blanc (titre original : White Wolf) est un roman de fantasy de David Gemmell paru en 2003 en anglais et en 2009 en français (traduction de Rosalie Guillaume pour Bragelonne).
Ce livre appartient au Cycle Drenaï et constitue le 1er roman du diptyque consacré au Damné.

## Publication française
- Éditions Bragelonne, septembre 2009  (ISBN 978-2352943310)
- Éditions Milady, mars 2013  (ISBN 978-2811209537)
- Éditions Milady, janvier 2015  (ISBN 978-2811213824)

## Résumé
Cela fait 5 ans que l’empereur Gorben a trouvé la mort lors de la Bataille de la Passe de Skeln. Depuis, le monde est plongé dans le chaos : la Ventria est de nouveau déchirée par la guerre civile, Tantria, Datia et Dospilis se livrent une guerre sans merci, Panthia et Opal sont envahis par les troupes de la Reine Sorcière de Naashan et le peuple Nadir du nouveau Khan Ulric font la loi à Pelucid.
Dans le royaume de Tantria ravagée par les horreurs de la guerre, deux hommes qui ont tout perdu partent en quête. Le 1er est Olek Skilgannon, le Damné, l’ancien général de Jianna la Reine Sorcière. Le 2e est Druss, Marche-Mort, le plus grand héros qui ait arpenté les terres Drenaï. Rien ne saurait les arrêter : ni les troupes qui sillonnent le pays, ni les assassins lancés à leurs trousses, ni les sorciers qui complotent leur mort…

## Personnages
Olek Skilgannon, dit le Damné, détenteur des épées de la Nuit et du Jour
Druss, héros Drenaï, détenteur de la hache Snaga l’Expéditrice (voir Légende, Druss la légende) 
Jianna, Reine Sorcière de Naashan
Diagoras (voir Druss la légende)
Hewla, puissance sorcière (voir Waylander II et Druss la légende)
Ustarte, prêtresse Unie (voir Waylander III)

## Commentaires
- Le Loup blanc de David Gemmell fait référence au Loup blanc de Michael Moorcock, à savoir Elric de Melniboné.